# NGC 670
NGC 670 je eliptická galaxie v souhvězdí Trojúhelníku. Její zdánlivá jasnost je 12,6m a úhlová velikost 2,1′ × 0,9′. Je vzdálená 171 milionů světelných let. Galaxii objevil 26. října 1786 William Herschel.